# Liste de cours d'eau frontaliers
Cet article recense les cours d'eau frontaliers.

## Liste

### Afrique
- Afrique du Sud - Botswana :
  - Limpopo

- Afrique du Sud - Namibie :
  - Orange

- Afrique du Sud - Zimbabwe :
  - Limpopo

- Botswana - Namibie :
  - Kwando:

- Botswana - Zambie :
  - Zambèze

- Cameroun - Nigeria :
  - Donga

- Namibie - Zambie :
  - Zambèze

- Niger - Nigeria :
  - Komadougou Yobé

- République du Congo - République démocratique du Congo :
  - Congo

- Soudan - Soudan du Sud :
  - Bahr al-Arab

- Zambie - Zimbabwe :
  - Zambèze
- Maroc - Algérie :
  - Oued Kiss

### Amérique

#### Amérique du Nord
- Canada - États-Unis :
  - Rivière Détroit
  - Halls Stream
  - Monument Creek
  - Niagara
  - Rivière Pigeon
  - Rivière à la Pluie
  - Fleuve Sainte-Croix
  - Rivière Sainte-Claire
  - Rivière Saint-François
  - Fleuve Saint-Jean
  - Fleuve Saint-Laurent
  - Rivière Sainte-Marie

- États-Unis - Mexique :
  - Colorado
  - Río Grande

#### Amérique centrale
- Belize - Guatemala :
  - Sarstoon River

- Belize - Mexique :
  - Río Hondo

- Costa Rica - Nicaragua :
  - Río San Juan

- Costa Rica - Panama :
  - Rio Sixaola

- Guatemala - Honduras :
  - Motagua

- Guatemala - Mexique :
  - Suchiate
  - Río Usumacinta

- Guatemala - Salvador :
  - Paz

- Honduras - Nicaragua :
  - Coco

#### Antilles
- Haïti - République dominicaine :
  - Artibonite
  - Rivière de Capolitte
  - Los Indios
  - Rivière Macassia
  - Rivière du Massacre
  - Pedernales

#### Amérique du Sud
- Argentine - Bolivie :
  - Río Bermejo

- Argentine - Paraguay :
  - Rio Paraná
  - Río Paraguay
  - Río Pilcomayo

- Argentine - Uruguay :
  - Rio Uruguay
- Bolivie - Brésil :
  - Rapirrán

- Brésil - France :
  - Oyapock
- Brésil - Paraguay :
  - Rio Paraná
  - Río Paraguay

- Brésil - Uruguay :
  - Rio Jaguarão
- France - Suriname :
  - Marowijne
- Brésil - Pérou :
  - Rio Javari
  - Rapirrán

### Asie

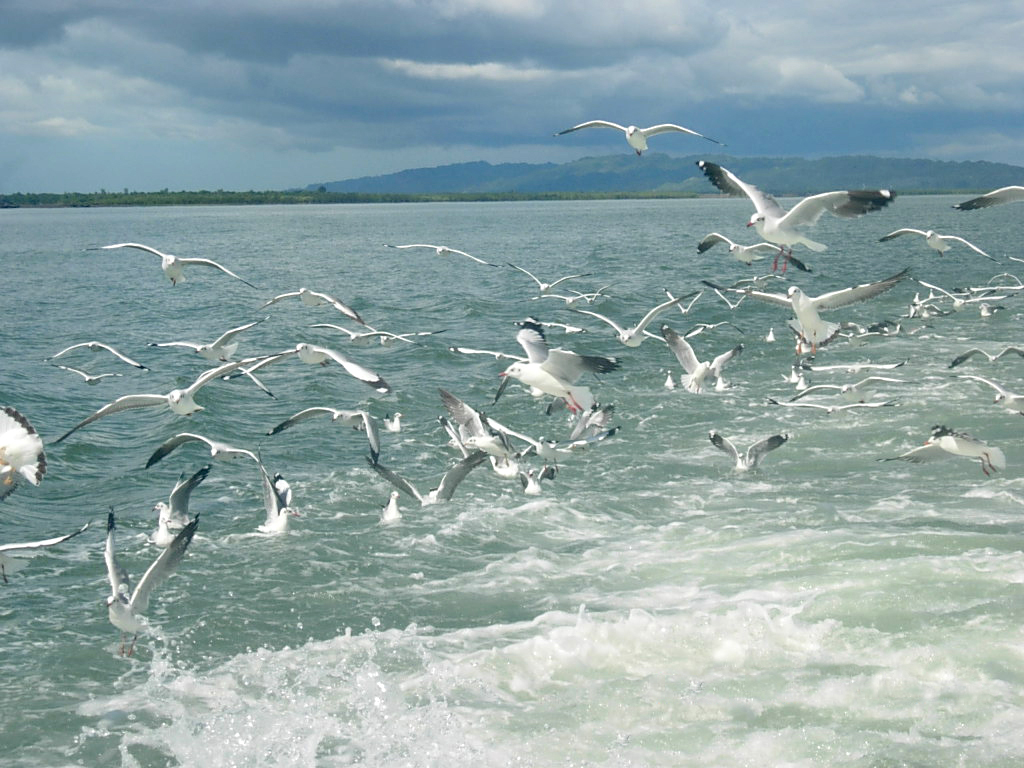
Mouettes du Tibet dans l'estuaire de la Naf

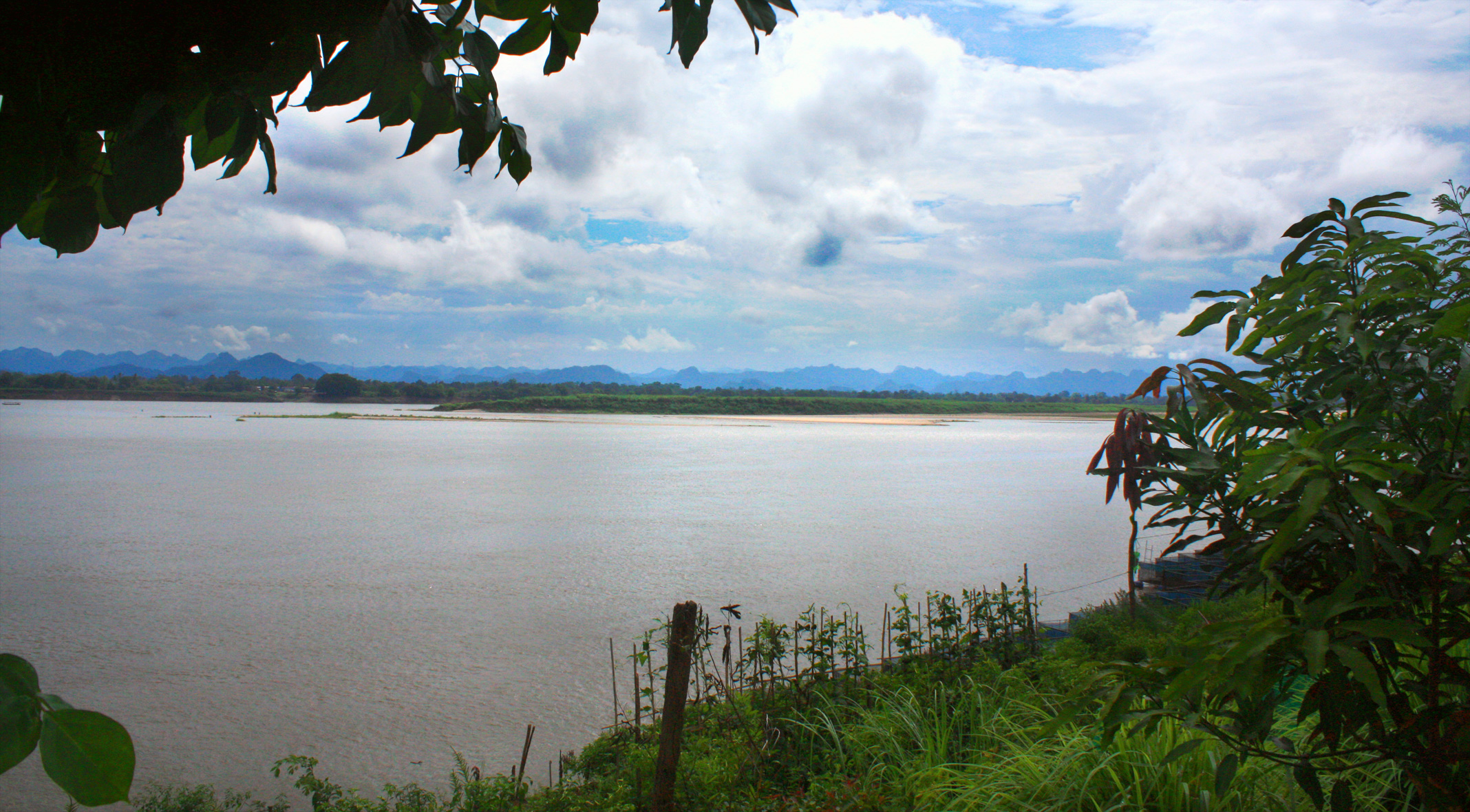
Le Mékong à Nakhon Phanom (Thaïlande), avec vue sur le Laos.

- Arménie - Turquie :
  - Akhourian
  - Araxe

- Azerbaïdjan - Turquie :
  - Araxe

- Bangladesh - Inde :
  - Brahmapoutre
  - Gange

- Bangladesh - Birmanie
  - Naf

- Birmanie - Chine :
  - Shweli

- Birmanie - Inde :
  - Kaladan

- Birmanie - Laos :
  - Mékong (sur toute sa longueur)

- Birmanie - Thaïlande :
  - Kraburi
  - Moei
  - Salouen

- Brunei - Malaisie :
  - Pandaruan

- Chine - Corée du Nord :
  - Yalou

- Chine - Inde :
  - Brahmapoutre

- Chine - Russie :
  - Amour

- Chine - Corée du Nord :
  - Tumen

- Corée du Nord - Russie :
  - Tumen

- Inde - Pakistan :
  - Indus

- Irak - Turquie :
  - Tigre

- Israël - Jordanie :
  - Jourdain

- Laos - Thaïlande :
  - Mékong

### Europe
- Allemagne - Autriche :
  - Saalach
- Allemagne - France :
  - Rhin
  - Lauter
  - Blies
- Allemagne - Luxembourg :
  - Moselle

- Allemagne - Pays-Bas :
  - Westerwoldse Aa
- Allemagne - Pologne :
  - Neisse
  - Oder

- Allemagne - Suisse :
  - Rhin
- Andorre - France :
  - L'Ariège
- Angleterre - Écosse (dedans le Royaume-Uni) :
  - Tweed
- Angleterre - Pays de Galles (dedans le Royaume-Uni) :
  - Dee
  - Severn
  - Wye
- Autriche - République Tchèque :
  - Thaya
- Autriche - Slovaquie :
  - Danube
  - Morava

- Autriche - Slovénie :
  - Drave
  - Mur
- Autriche - Suisse :
  - Rhin
- Belgique - France
  - Lys
  - Ri d'Alyse
- Belgique - Pays-Bas :
  - Meuse

- Biélorussie - Lettonie :
  - Daugava

- Bosnie-Herzégovine - Croatie :
  - Save

- Bosnie-Herzégovine - Serbie :
  - Drina

- Bulgarie - Roumanie :
  - Danube

- Bulgarie - Turquie :
  - Rezovo

- Croatie - Hongrie :
  - Drave

- Croatie - Hongrie :
  - Drave

- Croatie - Serbie :
  - Danube
  - Save

- Croatie - Slovénie :
  - Kupa
  - Mur

- Espagne - France :
  - Bidassoa
  - Raur

- Espagne - Portugal :
  - Minho
  - Lima
  - Águeda
  - Douro
  - Tage
  - Chança
  - Maçãs
  - Ardila
  - Guadiana

- Estonie - Russie :
  - Narva

- Finlande - Norvège :
  - Teno

- Finlande - Suède :
  - Torne

- France - Italie :
  - Roya
  - Ruisseau de la Vallée Étroite
- France - Luxembourg :
  - Moselle
  - Gander
  - Ruisseau de Kayl
- France - Suisse :
  - Rhône
  - Rhin, sur environ un kilomètre
  - Doubs
- Grèce - Turquie :
  - Maritsa

- Hongrie - Slovaquie :
  - Danube

- Hongrie - Ukraine :
  - Tisza

- Irlande - Royaume-Uni (ou Irlande - Irlande du Nord) :
  - Blackwater
  - Erne
  - Foyle

- Italie - Slovénie :
  - Idrijca
- Italie - Suisse :
  - Melezza
  - Mera
  - Spöl (Aqua Granda)
  - Tresa
- Liechtenstein - Suisse :
  - Rhin

- Lituanie - Russie :
  - Niémen

- Norvège - Russie :
  - Jakobselva
  - Paatsjoki

- Roumanie - Moldavie :
  - Prout

- Roumanie - Serbie :
  - Danube